# Regulatory wzrostu i rozwoju roślin
Regulatory wzrostu i rozwoju roślin, regulatory wzrostu roślin, regulatory rozwoju roślin – drobnocząsteczkowe substancje o zróżnicowanej budowie chemicznej, które w organizmach roślinnych inicjują lub modyfikują przebieg procesów życiowych. Do grupy tej nie zalicza się metabolitów pierwotnych, a jedynie metabolity wtórne oraz substancje syntetyczne stosowane w celu modyfikacji naturalnego wzrostu i rozwoju roślin.
Endogenne regulatory wzrostu wpływają na podziały komórkowe, różnicowanie komórek oraz wzrost całego organizmu. Zapewniają także roślinie możliwość reakcji na zmieniające się warunki środowiska. Grupę endogennych regulatorów wzrostu stanowią fitohormony. W tej grupie znajdują się auksyny, cytokininy, gibereliny, kwas abscysynowy, etylen, brasinosteroidy oraz kwas jasmonowy. Kryterium przynależności związku chemicznego do fitohormonów jest wywoływanie efektu fizjologicznego w stężeniach nieprzekraczających 10-6 mol/l. Dla substancji regulatorowych przyjmuje się graniczne stężenie wynoszące 10-4 mol/l. Drugim kryterium zaliczenia do fitohormonów jest powszechność występowania substancji w świecie roślin. Kryteria te nie są jednak stosowane przez wszystkich autorów i określenia „regulatory wzrostu” i „fitohormony” bywają uznawane za tożsame.
Poznano także wiele substancji wpływających na ich wzrost i rozwój roślin, ale niewytwarzanych przez nie. Syntetyczne regulatory rozwoju mogą być związkami o strukturze zbliżonej do fitohormonów i działać tak jak endogenne substancje; mogą też działać antagonistycznie do nich. Syntetyczne regulatory znajdują zastosowanie w rolnictwie, między innymi jako herbicydy. Do tej grupy zalicza się także retardanty i morfaktyny.
Ze względu na główną funkcję regulatory wzrostu są dzielone na stymulatory i inhibitory. Do stymulatorów zaliczane są auksyny, cytokininy, gibereliny oraz poliaminy, a do inhibitorów etylen, kwas abscysynowy, jasmoniany oraz niektóre związki fenolowe, a także inhibitory syntetyczne należące do retardantów i morfaktyn.